# Antti Niemi (ishockeymålvakt)

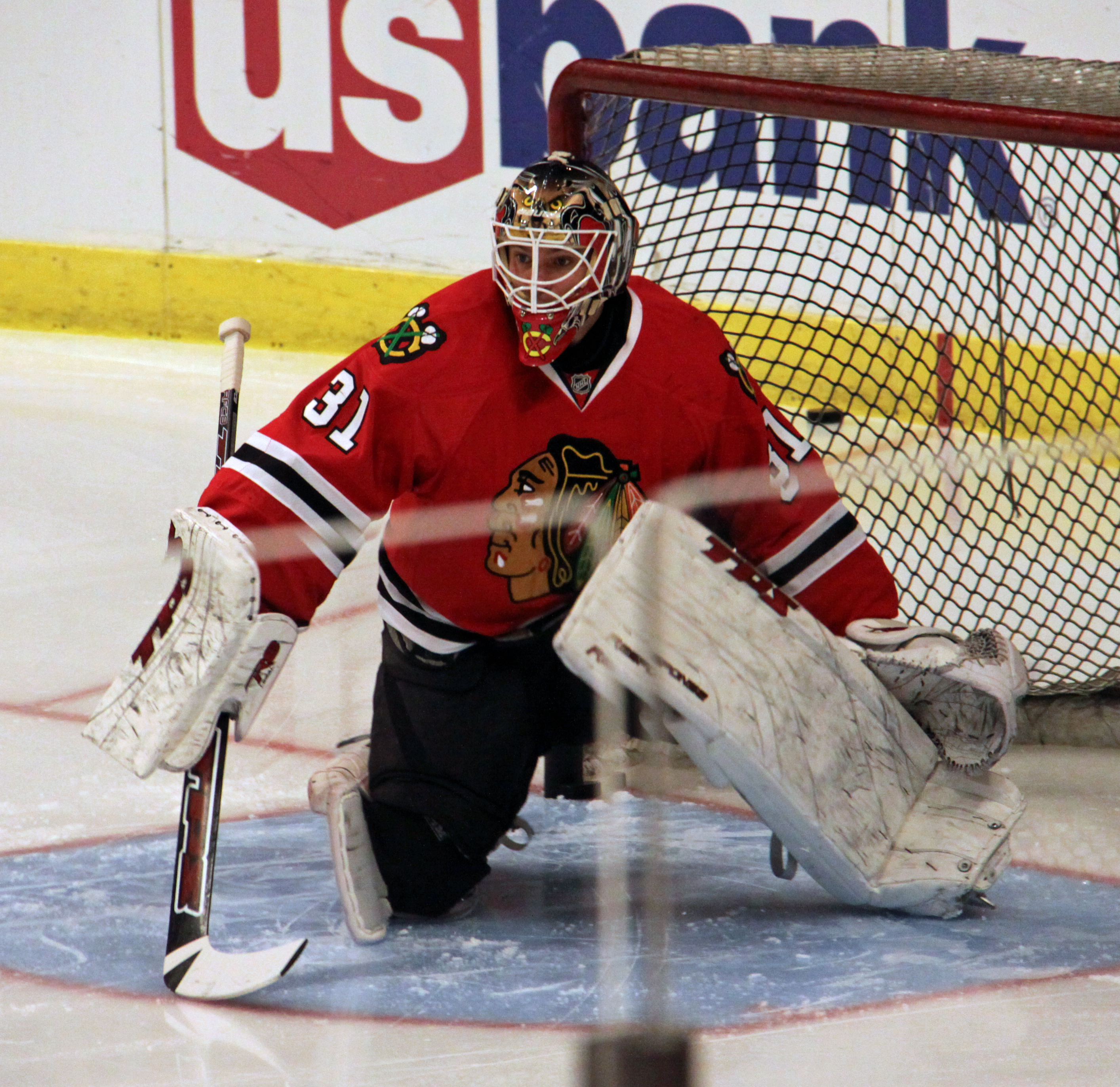
Antti Niemi i Chicago Blackhawks tröja, United Center, Chicago, 11 april 2010.

Antti Niemi, född 29 augusti 1983 i Vanda, Finland, är en finländsk före detta ishockeymålvakt som sist spelade för Jokerit i KHL.
Han spelade tidigare på NHL-nivå för Montreal Canadiens, Florida Panthers, Pittsburgh Penguins, Dallas Stars, San Jose Sharks och Chicago Blackhawks och på lägre nivåer för Rockford IceHogs i AHL, Pelicans i Liiga och Kiekko-Vantaa i Mestis.
Niemi vann Stanley Cup med Chicago Blackhawks år 2010.

## Spelarkarriär

### Junior
Niemi spelade på juniornivå med laget Kiekko-Vantaa i fem år, mellan 2000 och 2005, och påbörjade därefter sin karriär som professionell spelare genom ett kontrakt med Pelicans i SM-liiga i tre år. 

### NHL

#### Chicago Blackhawks
Efter hans kontrakt gått ut skrev han på som free agent för att spela med NHL-laget Chicago Blackhawks - vilket också betyder att han aldrig blivit draftad.
Han fick tillbringa mestadels av säsongen i Blackhawks farmarlag Rockford IceHogs i AHL.
Niemi debuterade i NHL efter att Blackhawks förstemålvakt blivit skadad under en match säsongen 2008–09.
Säsongen därpå fick han spela på fulltid i Blackhawks.
Niemi vann Stanley Cup med Chicago Blackhawks år 2010.

#### San Jose Sharks
Den 2 september 2010 skrev Niemi på ett ettårskontrakt med San Jose Sharks, som förlängde kontraktet med fyra år i oktober 2011.

#### Dallas Stars
25 juni 2015 skrev han på ett treårskontrakt med Dallas Stars där han gjorde 85 matcher på två säsonger innan han blev utköpt med ett år återstående på kontraktet den 27 juni 2017.

#### Pittsburgh Penguins
Några dagar senare, 1 juli, skrev Niemi på ett ettårskontrakt med Pittsburgh Penguins där han dock blev placerad på waivers redan efter 3 matcher och 16 insläppta mål, den 23 oktober.

#### Florida Panthers
Florida Panthers plockade honom från waivers men med Panthers hann han bara med 2 matcher innan han blev placerad på waivers igen.

#### Montreal Canadiens
Denna gång blev han plockad av Montreal Canadiens, 14 november 2017.

### KHL
Den 5 juni 2019 skrev han på ett ettårskontrakt med Jokerit i KHL.

## Landslagskarriär
Niemi tog en OS-medalj med Finland 2014.